# Kiss Me Deadly
Pour le film policier américain de Robert Aldrich sorti en 1955, voir En quatrième vitesse.
Albums de Generation X
Valley of the Dolls
(1979)
Kiss Me Deadly est le troisième et dernier album studio du groupe britannique de punk rock Generation X, sorti en 1981. Sur la pochette le nom du groupe est raccourci en Gen X.
La formation compte désormais dans ses rangs le batteur Terry Chimes (The Clash), tandis que les guitaristes Steve Jones et John McGeoch participent à l'enregistrement de l'album.  

## Musiciens
- Billy Idol : chant, guitare
- Tony James : basse
- Terry Chimes : batterie
- James Stevenson : guitare

Guitaristes additionnels
- Steve Jones
- John McGeoch

## Liste des titres
Ecrits et composés par Billy Idol et Tony James sauf mention
Note : cette liste correspond à l'édition CD de 2005 qui comprend cinq titres bonus (pistes 11 à 15)
1. Dancing with Myself
2. Untouchables - (Idol)
3. Happy People
4. Heaven's Inside
5. Triumph
6. Revenge
7. Stars Look Down
8. What Do You Want?
9. Poison
10. Oh Mother - (Idol/James/Chimes)
11. Hubble, Bubble, Toil & Dubble
12. Loopy Dub
13. Ugly Dub
14. From the Heart (enregistré en concert)
15. Andy Warhol (enregistré en concert, reprise de David Bowie)